# Oskar Üpraus
Oskar Üpraus (Keila, 12 ottobre 1898 – Tallinn, 5 agosto 1968) è stato un calciatore estone, di ruolo attaccante.

## Carriera

### Club
Ha sempre giocato nel campionato estone.

### Nazionale
Con la Nazionale ha partecipato alle Olimpiadi nel 1924.